# Playa Verde
Playa Verde est une ville et une station balnéaire de l'Uruguay située dans le département de Maldonado. Sa population est de 250 habitants.

## Population
| Année | Population |
| ----- | ---------- |
| 1963  | 86         |
| 1975  | 108        |
| 1985  | 132        |
| 1996  | 154        |
| 2004  | 250        |

,